# Susuwatari
Susuwatari (jap. ススワタリ; dt. „wandernder Ruß“), auch Makkuro kurosuke (まっくろくろすけ) genannt, ist der Name eines fiktiven Wesens, das von Hayao Miyazaki erdacht wurde, durch die Ghibli Studios Gestalt erhielt und in den Animes „Mein Nachbar Totoro“ und „Chihiros Reise ins Zauberland“ auftritt. Es wird der Gruppe der Yōkai zugeordnet.
In den deutschen Synchronisationen der Filme werden sie als Rußbolde oder Rußmännchen bezeichnet.

## Beschreibung
Susuwatari werden als tennisballgroß, fusselig-haarig und pechschwarz beschrieben und dargestellt. Sie haben zwei große Glubschaugen und lange, dünne Beinchen, die sie spontan ausbilden können, wenn sie etwas tragen müssen. Meist bewegen sie sich jedoch schwebend fort. Sie leben in alten, verlassenen Häusern und Kellern und lieben es, Staub und Schmutz zu verteilen. Tritt man auf sie oder versucht, sie einzufangen, zerplatzen sie in ein Rußwölkchen. Außerdem können sie Gegenstände tragen, die vielfach schwerer sind als sie selbst. Während sie in „Mein Nachbar Totoro“ lediglich die beiden Mädchen Mei und Satsuki erschrecken, sonst aber harmlos sind, müssen sie in „Chihiros Reise ins Zauberland“ schwere Arbeit verrichten und dem Spinnenyōkai Kamaji zu Diensten sein. 